# Papi chulo
Papi chulo... te traigo el mmmm... est une chanson de Lorna sortie en 2002, premier single de son premier album Papichulo.
La chanson se classe en tête des ventes en France la semaine du 20 septembre 2003.